# Elysia margaritae
Elysia margaritae is een slakkensoort uit de familie van de Plakobranchidae. De wetenschappelijke naam van de soort werd voor het eerst geldig gepubliceerd in 1962 door Fez.